# Hermann Diehl (Regisseur)
Hermann Diehl (* 5. Oktober 1906; † 20. Dezember 1983) war ein deutscher Puppenbauer, Filmproduzent, Maler und Bildhauer. 

## Leben
Zusammen mit seinen Brüdern Ferdinand und Paul Diehl drehte er zwischen 1929 und 1970 über 30 Puppenfilme, die mit weit über 1000 Puppen realisiert wurden. Die bekannteste ihrer Figuren ist der 1938 entstandene Igel, der nach dem Zweiten Weltkrieg unter dem Namen Mecki bekannt wurde. Bekannt war auch die Adaption von Die Bremer Stadtmusikanten.

## Filmografie (Auswahl)
| - 1928–1930: Kalif Storch - 1932: Barcarole - 1932: Serenade - 1932: Wupp als Hochtourist - 1932: Wupp lernt Gruseln - 1932: Wupp spielt Schach - 1932: Wupp verbessert den Weltrekord | - 1934: Miniatur-Kabarett - 1935: Es war einmal... - 1935: Die Bremer Stadtmusikanten - 1936: Tischlein, deck' dich - 1937: Die sieben Raben - 1951: Spuk mit Max und Moritz - 1960: Der Spielverderber |